# Ceredigion
Ceredigion (phát âm tiếng Wales: [kɛrɛˈdɪɡjɔn] ⓘ) là một hạt nằm ở Trung Wales. Vào thời Trung cổ, đây là nơi hiện diện một vương quốc nhỏ gọi là Seisyllwg. Sau cuộc xâm lược Norman, tên vùng được Anh hóa thành Cardigan, rồi Cardiganshire (tiếng Wales: Sir Aberteifi) và được quản lý như một hạt từ năm 1282. Hạt Ceredigion có dân số 75.900 theo thống kê 2011. Thị trấn lớn nhất, Aberystwyth, là một trong hai trung tâm hành chính; còn lại là Aberaeron. Aberystwyth là nơi đặt đại học Aberystwyth, bệnh viện Bronglais và thư viện quốc gia Wales. Thị trấn Lampeter cũng là nơi đặt một phần của University of Wales Trinity Saint David. Ceredigion là một trong những trung tâm văn hóa Wales và khoảng một nửa dân số nói tiếng Wales. Đa phần dân cư sống ở nông thôn.
Ceredigion có hơn 50 dặm (80 km) đường bờ biển. Vào thế kỷ 18 và 19, Ceredigion có nền công nghiệp phát triển hơn hiện nay; Cardigan từng là trung tâm thương mại của hạt; chì, bạc và kẽm được khai thác và Cardigan là hải cảng chính miền Nam Wales. Nền kinh tế hiện nay phụ thuộc nhiều vào chăn nuôi gia súc lấy sữa và các sản phẩm khác cho thị trường tại Anh. Trong thế kỷ qua, chăn nuôi gia súc thu được ít lợi nhuận hơn, và dân số Cardiganshire đang giảm đi do người dân di chuyển đến những phần khác của Wales hay di cư tới những nước khác.

## Địa lý

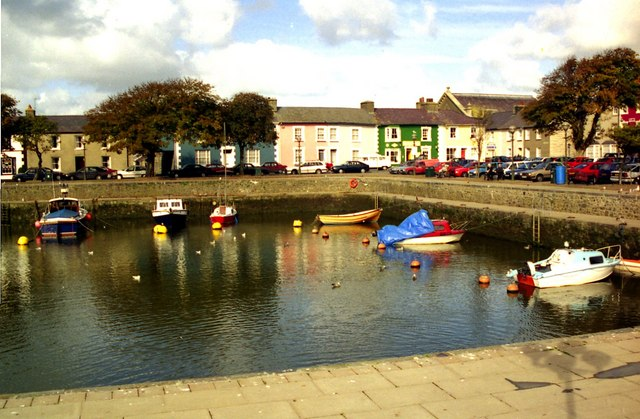
Hải cảng Aberaeron

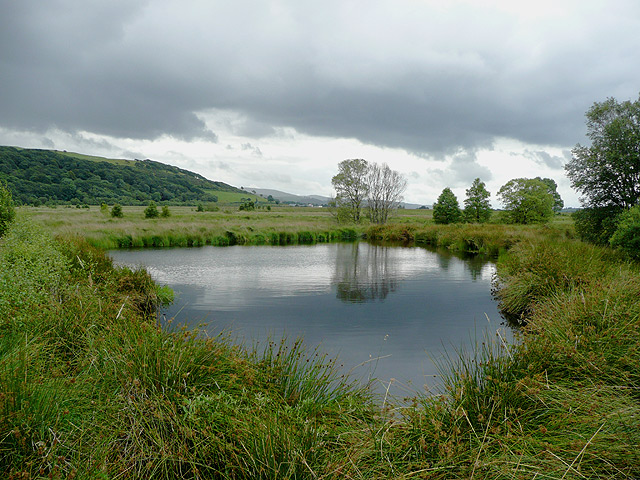
Cors Caron, gần Tregaron

Ceredigion là một hạt miền duyên hải, giáp với vịnh Cardigan về phía tây, Gwynedd về phía bắc, Powys về phía đông, Carmarthenshire về phía nam và Pembrokeshire về phía tây nam. Diện tích Ceredigion là 1.795 kilômét vuông (693 dặm vuông Anh). Vào năm 2010, dân số là 76.938 người, khiến nó trở thành hạt có dân số thưa thớt thứ hai ở Wales.
Các điểm dân cư chính là Aberaeron, Aberporth, Aberystwyth, Borth, Cardigan, Lampeter, Llanarth, Llanddewi Brefi, Llandysul, Llanilar, Llanrhystud, Llanon, New Quay, và Tregaron. Trong đó Aberystwyth và Cardigan có dân số lớn nhất.
Dãy Cambri chiếm cứ đa phần miền đông; vùng này tạo nên một phần của thứ gọi là hoang mạc xanh Wales. Ở phía tây và nam, đất đai bằng phẳng hơn. Điểm cao nhất là Pumlumon (2.467 foot (752 m)), những Marilyn khác gồm Pen y Garn và Llan Ddu Fawr. Năm con sông bắt nguồn từ sườn dốc Pumlumon: Severn, Wye, Dulas, Llyfnant và Rheidol (Rheidol hợp lưu với Afon Mynach tại Devil's Bridge). Sông dài nhất là sông Teifi, con sông phân định một phần biên giới với Carmarthenshire và Pembrokeshire. Các thị trấn Lampeter, Llandysul, Newcastle Emlyn và Cardigan đều nằm trong thung lũng Teifi. Các con sông khác gồm sông Aeron, đổ ra biển tại Aberaeron, sông Ystwyth và sông Rheidol cả hai đổ ra biển tại hải cảng Aberystwyth.